# Вірменія (сатрапія)

Вірменія в складі держави Ахеменідів

Сатрапія Вірменія (вірм. Սատրապական Հայաստան) — одна із сатрапій у складі держави Ахеменідів. Геродот згадує Вірменію (грец. Ἀρμενίων) як XIII округ Перського царства. На чолі Вірменії в цей період стояла династія Єрвандідів. Перське панування у Вірменії тривало понад двох століть (550—330 роки до н. е.).

## Перша згадка топоніма
Вперше Вірменія під своїм ім'ям згадується в Бегістунському написі 520 року до н. е. Автор напису, Дарій I, називає Вірменію ім'ям Арміна (    ). Раніше на цій території розташовувалася держава Урарту, яку завоювала Мідія.

## Вірменія в працях античних авторів
За Ксенофонтом, Вірменія лежала на північ від землі кардухів і на північ від річки Кентрит. Це була південна межа Вірменії. Північно-західну межу, за Геродотом, утворювали береги Понта Евксинського. При цьому до складу Вірменії не входили землі саспірів (XVIII округ, Грузія) і моссінойків (XIX округ, Лазика, північно-східна Туреччина). Грецькі найманці Ксенофонта, після форсування річки Телебій, опинилися в Західній Вірменії, де правив вже не сатрап Оронт, а Тірібаз — «друг царя» і командир загону вершників. Служили Тірібазу тут вже халіби, хоча верхів'я Євфрату також вважалися вірменськими територіями.
Місцеві жителі мешкали в селах, вирощували ячмінь і виноград, з якого робили вино і родзинки, а чоловіки були озброєні луками і бойовими топірцями. Вірменія славилася кіньми, яких вирощували для перського війська. Ксенофонт повідомляє, що стародавні вірмени поклонялися Сонцю.